# Club Social y Deportivo San Jorge
El Club Social y Deportivo San Jorge, conocido como San Jorge de Tucumán o San Jorge, es un club deportivo argentino fundado en San Andrés, Tucumán, el 15 de julio de 2008. Hace de local en el Estadio Ángel Pascual Sáez. Hasta 2019 participó en el Torneo Federal A, año en que fue sancionado y decidió desafiliarse de la AFA, participando únicamente en la Liga Tucumana desde entonces en las divisiones inferiores.
Ha destacado por sus sorpresivas participaciones en los Torneos de la cuarta y quinta categoría del fútbol Argentino por los clubes indirectamente afiliados. También ha sido elogiado por la prensa local al ser un representante humilde y con pocos recursos, además de estar nutrido por futbolistas netamente del plano local, algunos de ellos exjugadores tanto de Atlético como de San Martín.

## Historia

### Debut en el Argentino B
En su primera temporada de vida, San Jorge participó en la Primera B de La Liga Tucumana de Fútbol, y tras pelear palmo a palmo, con el Unión Aconquija, logró el ascenso por tan sólo un punto de diferencia ante los de Yerba Buena.
En su segundo año de vida, San Jorge logró la clasificación al Torneo del Interior. Y en su primera participación a nivel Nacional, dejó una muy buena imagen al llegar hasta la cuarta fase, donde fue eliminado por Complejo Deportivo Justiniano Posse, Córdoba. Quien finalmente logró el ascenso al Torneo Argentino B.
En la siguiente temporada, San Jorge volvió a lograr la clasificación al Torneo del Interior, esta vez tuvo una campaña para guardar en un cuadro: llegó a la final, donde cayó ante Huracán Las Heras de Mendoza. Tampoco pudo dar el zarpazo en la promoción ante Cruz del Sur de Bariloche a pesar de ganar 3-2 en Tucumán, cayó 3-1 en la Patagonia.
Pese a las caídas El Expreso recibió una invitación al Torneo Argentino B por mérito deportivo y en su primera participación lograría grandes resultados.

### Ascenso al Argentino A
En 2011 llega hasta el Torneo Argentino B en donde desempeña una muy buena actuación logrando el segundo puesto en su grupo. Durante su notoria campaña deja en el camino a importantes equipos como Chaco For Ever ganando en Chaco por 3 a 0 y perdiendo en la vuelta 2 a 0. Luego deja en el camino a 9 de Julio de Morteros ganando 3 a 0 en casa y perdiendo 3 a 1 en Córdoba. Llega a la final en donde se mediría ante Guaraní de la provincia de Misiones. Empate en cero la ida y finalmente perdería 3 a 0 la final dándole de ese modo el ascenso a los misioneros. San Jorge disputaría entonces una promoción ante un equipo del Torneo Argentino A.
La promoción sería nada menos que ante la Comisión de Actividades Infantiles, perdiendo en la ida en Tucumán por 1 a 0 y consiguiendo un sorprendente 3 a 1 a favor en el Estadio Municipal de Comodoro Rivadavia llegando así a la tercera categoría del fútbol Argentino.

### Etapa en el Argentino A

#### 2012/13
El debut de San Jorge en la tercera categoría del fútbol argentino se produjo el 20 de agosto de 2012 en el estadio José Fierro. El equipo dirigido por Osvaldo Bernasconi le ganó a Gimnasia y Tiro de Salta por 2 a 1. Tras grandes partidos que culminaron llegar al 3.er puesto de su grupo, tuvo un mal partido frente a Central Norte, lo cual produjo que cayera derrotado por 8-0. A la fecha es la mayor goleada recibida por los tucumanos. Durante el torneo hexagonal final tuvo buenas presentaciones y terminó quinto.
San Jorge debía jugar la cuarta fase del repechaje por un segundo ascenso a la Primera B Nacional ante San Martín de Tucumán. Perdió ambos partidos jugados en el Estadio La Ciudadela 2-3 y 1-3. Fue su mejor participación hasta la fallida final jugada contra Alvarado de Mar del Plata en la temporada 2018/2019.
| 20 de agosto de 2012 | San Jorge                               | 2:1' | Gimnasia y Tiro    | Monumental José Fierro, San Miguel de Tucumán              |                                                            |
|                      | Ezequiel Narese (1') Juan Cabrera (65') |      | Iván Agudiak (67') | Asistencia: 3500 espectadores Árbitro(s): Francisco Acosta | Asistencia: 3500 espectadores Árbitro(s): Francisco Acosta |

#### 2013/14
La nueva temporada encuentra a un San Jorge muy irregular. Para destacar está la primera victoria ante el histórico San Martín y la salida luego de la derrota ante  Juventud Antoniana de Salta en la fecha 18 del director técnico que lo puso en la categoría Osvaldo Bernasconi.
El equipo liderado por el interino Luis Martínez no podría clasificar al Expreso al Nonagonal final y así San Jorge jugaría el repechaje. Para esta nueva fase se contrató al exdirector técnico campeón con San Martín Carlos Roldan. San Jorge integró entonces la zona C junto con Estudiantes de San Luis, Chaco For ever, Central Norte de Salta y Juventud Antoniana. No lograría acceder a la Tercera fase por lo que terminó su participación tempranamente en la temporada.

### En el Federal A

#### 2014
El equipo tendría una nueva mala campaña de la mano de Christian Lovrincevich primero y luego terminando la participación con Marcos Gutiérrez como entrenador. El equipo finalizaría 7.º de ocho equipos en el certamen.

#### Crisis y participación en el torneo federal A 2015
La larga inactividad del Club se vio afectada principalmente en el aspecto económico como a la mayoría de los clubes del federal A. Marcos Gutiérrez deja la dirección técnica a principios de año. En el mes de febrero de 2015 y ante un inminente comienzo de la nueva temporada, el presidente Marcelo Sáez decide presentar la renuncia a su cargo aduciendo problemas de salud y dejando en el cargo a dirigentes de Lastenia de Banda del Río Salí. Cabe destacar, que el club ante la falta de público y depender exclusivamente de patrocinadores y grupos empresarios ya había tenido la iniciativa en vano de fusionarse con Unión Comercio de Santiago del Estero, Sportivo Guzmán, Atlético Concepción y Lastenia. Finalmente ante la inconstitucionalidad de este hecho Sáez rectifica y se queda en el cargo. El técnico escogido es Adrián Uslengui.
El expreso realiza una campaña irregular que lo lleva a estar comprometido con el descenso al Torneo Federal B. Uslengui deja la dirección técnica antes de finalizar la fase regular. San Jorge debe, entonces, jugar una reválida para no perder la categoría. Toma el mando un viejo conocido de la casa, Osvaldo Bernasconi. Sin embargo desde el comienzo el equipo tuvo ventaja ante sus inmediatos perseguidores gracias a las bajas performances de los mismos. Descienden Textil Mandiyú, Andino de la Rioja, Américo Tesorieri y Vélez San Ramón, por lo que el Verde se queda una temporada más, al menos, en la tercera categoría del fútbol argentino.

### Final histórica y desafiliación
En la temporada 2018/19 del Federal A, San Jorge realizó una gran campaña: superó la Primera Fase, quedó entre los 4 mejores de la Zona 4; y alcanzó el Pentagonal final, al quedar como mejor tercero, superando la Segunda Fase. En el Pentagonal, quedó en el cuarto lugar, clasificando directamente a los cuartos de final de la Reválida. En dicha instancia venció a Desamparados, por 3 a 0 en San Juan y 3 a 1 en Tucumán. En las semifinales, venció a Defensores de Belgrano por 3 a 0 en Villa Ramallo y, a pesar de luego caer por 2 a 1 de local, clasificó a la final por diferencia de gol.

#### Final ante Alvarado
El 16 de junio, disputó la primera final en Tucumán, donde igualó sin goles ante Alvarado.
El 23 de junio se disputó el segundo partido en el Estadio José María Minella de Mar del Plata. Del partido solo pudo concluir el primer tiempo, que finalizó con el equipo local venciendo por 1 a 0 y con disconformidad del equipo tucumano, que acumuló una gran cantidad de amonestados y 2 expulsados, por el arbitraje de Franklin. El segundo tiempo no llegó a concluir, ya que a los 4 minutos el equipo, a modo de protesta, se sentó en el campo de juego para luego retirarse. A los 20 minutos, el partido se suspendió.

#### La sanción
El 27 de junio de 2019, el Consejo Federal de AFA confirma la sanción para San Jorge por el abandono en el duelo frente a Alvarado en la final del Torneo Federal A, haciendo bajar de categoría al Expreso. Además, hubo 12 fechas de suspensión para el cuerpo técnico, 8 fechas para 9 futbolistas del plantel, siendo bajada a 2 y 1 año, respectivamente, para su presidente Gastón Sáez y el vocal Marcelo Sáez.
A pesar de que debía participar del Torneo Regional Federal Amateur 2020, el club decidió dejar de participar en los torneos del Consejo Federal.

## Uniforme
| Período       | Patrocinador                              |
| ------------- | ----------------------------------------- |
| 2008–2009     | El Simoqueño                              |
| 2009–2012     | El Simoqueño / Secco                      |
| 2012–2013     | Colcar / Secco/Yap                        |
| 2013–2014     | Mi Nueva Estancia / Palpitos 24           |
| 2015          | Colcar / Palpitos 24 / Ibera              |
| 2016          | 200 años de la Independencia de Argentina |
| 2017          | Ninguno                                   |
| 2017-2018     | Palpitos 24 / Hotel Mediterráneo          |
| 2018-presente | Palpitos 24                               |

| Período       | Proveedor        |
| ------------- | ---------------- |
| 2008-2009     | Run Up           |
| 2009-2010     | Meridian         |
| 2010–2012     | Atlantic Sport's |
| 2012–2014     | Patagoonik       |
| 2014          | Il Ossso Sports  |
| 2015–2017     | Patagoonik       |
| 2017–Presente | Velmart          |

## Jugadores

### Plantilla 2022
- Los equipos argentinos están limitados por la AFA a tener en su plantel de primera división un máximo de cuatro futbolistas extranjeros.

## Goleadas
Estas son las mayores goleadas conseguidas tanto a favor como en contra:

### A favor
6:3 a Juventud Antoniana en el Federal A 2016/2017

### En contra
0:8 vs Central Norte de Salta en el Argentino A 2012/2013